# Notazione dell'altezza
Al variare dei periodi storici e dei Paesi, variano i simboli che identificano l'altezza delle note musicali.
I principali sono il sistema franco-belga o europeo, la notazione di Helmholtz e la notazione scientifica dell'altezza.

## Il sistema franco-belga o europeo
Il sistema franco-belga è quello prevalente da secoli in Europa. La nota presa a riferimento è il Do sotto il rigo della chiave di basso, chiamato Do1. Per ogni ottava superiore il deponente viene aumentato di una unità, per cui il Do centrale diventa Do3.

### Tavola delle frequenze delle note musicali
L'estensione del pianoforte, che tra gli strumenti musicali è quella più ampia, va da una terza sotto il Do0 (cioè un La-1) ad un Do7.
| Frequenza in hertz (tra parentesi il numero di semitoni di distanza dal Do centrale) | Frequenza in hertz (tra parentesi il numero di semitoni di distanza dal Do centrale) | Frequenza in hertz (tra parentesi il numero di semitoni di distanza dal Do centrale) | Frequenza in hertz (tra parentesi il numero di semitoni di distanza dal Do centrale) | Frequenza in hertz (tra parentesi il numero di semitoni di distanza dal Do centrale) | Frequenza in hertz (tra parentesi il numero di semitoni di distanza dal Do centrale) | Frequenza in hertz (tra parentesi il numero di semitoni di distanza dal Do centrale) | Frequenza in hertz (tra parentesi il numero di semitoni di distanza dal Do centrale) | Frequenza in hertz (tra parentesi il numero di semitoni di distanza dal Do centrale) | Frequenza in hertz (tra parentesi il numero di semitoni di distanza dal Do centrale) | Frequenza in hertz (tra parentesi il numero di semitoni di distanza dal Do centrale) |
| Ottava → Nota ↓                                                                      | -1                                                                                   | 0                                                                                    | 1                                                                                    | 2                                                                                    | 3                                                                                    | 4                                                                                    | 5                                                                                    | 6                                                                                    | 7                                                                                    | 8                                                                                    |
| ------------------------------------------------------------------------------------ | ------------------------------------------------------------------------------------ | ------------------------------------------------------------------------------------ | ------------------------------------------------------------------------------------ | ------------------------------------------------------------------------------------ | ------------------------------------------------------------------------------------ | ------------------------------------------------------------------------------------ | ------------------------------------------------------------------------------------ | ------------------------------------------------------------------------------------ | ------------------------------------------------------------------------------------ | ------------------------------------------------------------------------------------ |
| Do                                                                                   | 16,352 (−48)                                                                         | 32,703 (−36)                                                                         | 65,406 (−24)                                                                         | 130,81 (−12)                                                                         | 261,63 (0)                                                                           | 523,25 (+12)                                                                         | 1046,5 (+24)                                                                         | 2093,0 (+36)                                                                         | 4186,0 (+48)                                                                         | 8372,0 (+60)                                                                         |
| Do♯/Re♭                                                                              | 17,324 (−47)                                                                         | 34,648 (−35)                                                                         | 69,296 (−23)                                                                         | 138,59 (−11)                                                                         | 277,18 (+1)                                                                          | 554,37 (+13)                                                                         | 1108,7 (+25)                                                                         | 2217,5 (+37)                                                                         | 4434,9 (+49)                                                                         | 8869,8 (+61)                                                                         |
| Re                                                                                   | 18,354 (−46)                                                                         | 36,708 (−34)                                                                         | 73,416 (−22)                                                                         | 146,83 (−10)                                                                         | 293,66 (+2)                                                                          | 587,33 (+14)                                                                         | 1174,7 (+26)                                                                         | 2349,3 (+38)                                                                         | 4698,6 (+50)                                                                         | 9397,3 (+62)                                                                         |
| Mi♭/Re♯                                                                              | 19,445 (−45)                                                                         | 38,891 (−33)                                                                         | 77,782 (−21)                                                                         | 155,56 (−9)                                                                          | 311,13 (+3)                                                                          | 622,25 (+15)                                                                         | 1244,5 (+27)                                                                         | 2489,0 (+39)                                                                         | 4978,0 (+51)                                                                         | 9956,1 (+63)                                                                         |
| Mi                                                                                   | 20,602 (−44)                                                                         | 41,203 (−32)                                                                         | 82,407 (−20)                                                                         | 164,81 (−8)                                                                          | 329,63 (+4)                                                                          | 659,26 (+16)                                                                         | 1318,5 (+28)                                                                         | 2637,0 (+40)                                                                         | 5274,0 (+52)                                                                         | 10548 (+64)                                                                          |
| Fa                                                                                   | 21,827 (−43)                                                                         | 43,654 (−31)                                                                         | 87,307 (−19)                                                                         | 174,61 (−7)                                                                          | 349,23 (+5)                                                                          | 698,46 (+17)                                                                         | 1396,9 (+29)                                                                         | 2793,8 (+41)                                                                         | 5587,7 (+53)                                                                         | 11175 (+65)                                                                          |
| Fa♯/Sol♭                                                                             | 23,125 (−42)                                                                         | 46,249 (−30)                                                                         | 92,499 (−18)                                                                         | 185,00 (−6)                                                                          | 369,99 (+6)                                                                          | 739,99 (+18)                                                                         | 1480,0 (+30)                                                                         | 2960,0 (+42)                                                                         | 5919,9 (+54)                                                                         | 11840 (+66)                                                                          |
| Sol                                                                                  | 24,500 (−41)                                                                         | 48,999 (−29)                                                                         | 97,999 (−17)                                                                         | 196,00 (−5)                                                                          | 392,00 (+7)                                                                          | 783,99 (+19)                                                                         | 1568,0 (+31)                                                                         | 3136,0 (+43)                                                                         | 6271,9 (+55)                                                                         | 12544 (+67)                                                                          |
| La♭/Sol♯                                                                             | 25,957 (−40)                                                                         | 51,913 (−28)                                                                         | 103,83 (−16)                                                                         | 207,65 (−4)                                                                          | 415,30 (+8)                                                                          | 830,61 (+20)                                                                         | 1661,2 (+32)                                                                         | 3322,4 (+44)                                                                         | 6644,9 (+56)                                                                         | 13290 (+68)                                                                          |
| La                                                                                   | 27,500 (−39)                                                                         | 55,000 (−27)                                                                         | 110,00 (−15)                                                                         | 220,00 (−3)                                                                          | 440,00 (+9)                                                                          | 880,00 (+21)                                                                         | 1760,0 (+33)                                                                         | 3520,0 (+45)                                                                         | 7040,0 (+57)                                                                         | 14080 (+69)                                                                          |
| Si♭/La♯                                                                              | 29,135 (−38)                                                                         | 58,270 (−26)                                                                         | 116,54 (−14)                                                                         | 233,08 (−2)                                                                          | 466,16 (+10)                                                                         | 932,33 (+22)                                                                         | 1864,7 (+34)                                                                         | 3729,3 (+46)                                                                         | 7458,6 (+58)                                                                         | 14917 (+70)                                                                          |
| Si                                                                                   | 30,868 (−37)                                                                         | 61,735 (−25)                                                                         | 123,47 (−13)                                                                         | 246,94 (−1)                                                                          | 493,88 (+11)                                                                         | 987,77 (+23)                                                                         | 1975,5 (+35)                                                                         | 3951,1 (+47)                                                                         | 7902,1 (+59)                                                                         | 15804 (+71)                                                                          |

Nota
Le frequenze in questa tavola sono calcolate prendendo come riferimento quella di La3, fissata dall'Organizzazione internazionale per la normazione a 440 Hz.

Questa tabella comprende l'intera gamma di suoni udibili dall'orecchio umano, circa da 16 Hz a 16 kHz. Oltre alla straordinaria semplicità della relazione fisica che lega qualsiasi famiglia di note con diverse acutezze sonore ma percepite come 'la stessa nota' (cioè di tonalità equivalente, come due Do, due La, ecc.), le cui frequenze sono multiple tra loro secondo la potenza di 2, sorprende altrettanto che, partendo (come da opportuna convenzione risultante in tabella) a contare le ottave in Do dal più basso suono udibile (16 Hz), si raggiunge il limite più acuto (16 kHz) in misura praticamente perfetta, con l'analoga semplicità matematica di un fattore moltiplicativo 'rotondo' (circa 1.000 e pari alla 10ª potenza di 2).
La gamma udibile comprende quindi 10 ottave esatte (numerate -1, 0 e da 1 a 8), con la sola 'imperfezione' che lascia fuori dal campo udibile il Do9 (11a ottava), formalmente fuori dalle 10 ottave ma punto di risoluzione naturale per la tensione musicale dell'ultima ottava.
Il centro tonale della gamma udibile è dunque situato tra la 5a e la 6a ottava (tra Si3 e Do4), cioè un'ottava sopra il centro (Do3) stabilito per la scrittura della musica occidentale e per la tastiera del suo strumento più comprensivo e rappresentativo: il pianoforte, che nel tipo verticale ha spesso l'estensione di 7 ottave complete in La (da La-1 a La6), secondo l'uso e la notazione germanica, ma negli strumenti a coda aggiunge le 3 note mancanti per completare così anche le 7 ottave in Do ( dal Do0 al Do7[~4 kHz]).
All'estremo basso delle frequenze udibili, non hanno impiego musicale le prime 5 note diatoniche + 4 cromatiche (da Do-1a Sol#-1). Verso il limite acuto dell'udibile, gli organi da concerto possono aggiungere ancora 1 ottava (fino a circa 8 kHz), diventando così l'unico strumento a superare in estensione il pianoforte. Resta esclusa dalla creazione musicale l'ultima ottava (Do8 - Si8, ~ 8 - 16 kHz) udibile da un orecchio giovane (raramente l'udito sano di un anziano supera 8 - 10 kHz): questo estremo campo udibile è dominio esclusivo delle frequenze armoniche, responsabili del timbro di voce e strumenti.

## Notazione tedesca
Il sistema tedesco è quello utilizzato da secoli nei Paesi di lingua tedesca. Vengono impiegate le lettere da a ad h in queste corrispondenze: a = La, b = Si♭, c =Do, d = Re, e = Mi, f = Fa, g = Sol, h = Si naturale. L'indicazione delle alterazioni, al di fuori del Si♭ chiamato b, si esprime aggiungendo, per il bemolle, -es alle consonanti e -s alle vocali (La♭ = as, Sol♭ = ges), aggiungendo invece -is per il diesis (La♯ = ais, Sol♯ = gis). L'indicazione delle ottave avviene utilizzando le lettere minuscole per l'ottava compresa fra Do2 e Si2, le lettere maiuscole per l'ottava fra Do1 e Si1, mentre si aggiunge un trattino sopra la lettera per ogni ottava a partire da Do3 ({\displaystyle {\overline {\mbox{c}}}} per Do3, {\displaystyle {\overline {\overline {\mbox{c}}}}} per Do4 e così via).

### Varianti

#### Il sistema di Helmholtz

Il nome dei vari Do ('C') nel sistema Helmholtz

Sviluppato dallo scienziato tedesco Hermann von Helmholtz sulla base del sistema tedesco preesistente, indica l'altezza di ogni nota facendo seguire al nome della stessa scritto in maiuscolo (per le tre ottave più gravi) o minuscolo (per le altre) uno o più apici (′), posti rispettivamente a deponente o ad esponente che sostituiscono i trattini originari.

##### Uso
La scala di Helmholtz comincia con Do e termina con Si. La nota Do nelle diverse ottave viene scritta dal grave all'acuto così: DOˌˌ - DOˌ - DO - do - do′ - do′′ do′′′ e così via (Cˌˌ - Cˌ - C - c - c′ - c′′ c′′′ secondo la notazione letterale in uso nei Paesi tedeschi e anglo-sassoni).
Il Do centrale e indicato come do′ (c′), perciò l'ottava che comincia con questo Do è do′-si′.

##### Storia
Helmholtz sviluppò questo sistema al fine di definire le frequenze nella sua opera di acustica Die Lehre von den Tonempfindungen als physiologische Grundlage für die Theorie der Musik ("La teoria delle sensazioni sonore come base fisiologica della teoria musicale"). Il sistema è ora largamente usato dai musicisti in tutta Europa e da medici e scienziati quando discutono del suono in rapporto con il sistema uditivo.

#### Il sistema inglese
Il sistema inglese si può considerare una variante della notazione di Helmholtz; ne differisce per le note da Bˌ in giù, in cui gli apici sottoscritti sono sostituiti da altrettante lettere supplementari: Cˌ diventa così CC mentre Cˌˌ diviene CCC. Le alterazioni sono indicate tramite gli stessi segni usati in italiano.

## Notazione scientifica
La notazione scientifica, prevalente negli Stati Uniti, associa al nome della nota (e alle eventuali alterazioni) un numero arabo indicante l'ottava. La numerazione parte un'ottava sotto rispetto al sistema europeo, pertanto la stessa ottava avrà il numero aumentato di una unità: Do1 = C2.
La definizione seguita è quella proposta dall'Acoustical Society of America nel 1939; essendo uno standard proposto in un Paese anglosassone, i nomi delle note sono espressi secondo il sistema letterale (cioè C · D · E · F · G · A · B per Do · Re · Mi · Fa · Sol · La · Si). C0 è il Do posto nella regione della più bassa frequenza udibile (corrisponde a circa 16 Hz); C4 è il Do centrale.
La notazione scientifica dell'altezza è una scala logaritmica delle frequenze. Benché infatti sia stata introdotta per identificare i suoni udibili, essa può essere usata anche per indicare le frequenze di fenomeni non udibili. Ad esempio, quando, per mezzo del telescopio spaziale Chandra, furono osservati dei fronti di pressione che si propagavano da un buco nero, la frequenza delle onde fu riportata sulla stampa come Si♭ 57 ottave al di sotto del Do centrale, ovvero B♭−53, corrispondente a un'oscillazione ogni 10 milioni di anni.

### Esempio
"A4" indica il La sopra il Do centrale, La3 (cioè il La del diapason, la nota che ha una frequenza di 440 Hz).

### Il problema del Do bemolle
Può insorgere qualche problema sul come assegnare il Do♭ alla giusta ottava. Per convenzione il simbolo C♭4 indica "la nota un semitono sotto C4" e non "il Do♭ dell'ottava 4", quindi C♭4 ha la stessa frequenza di B3, non di B4.

### Le ottave nel MIDI
Non sempre quella che sembra una notazione scientifica dell'altezza in effetti lo è. Un caso emblematico è quello dei sistemi MIDI.
Nei sistemi MIDI le note sono numerate da 0 (corrispondente a C-1 in notazione scientifica o Do-2) a 127 (corrispondente a G9 in notazione scientifica o Sol8).
Ora, data l'evidente scomodità di adoperare dei numeri (es. 60 per indicare il Do centrale) e il fatto che sia naturale per un musicista usare piuttosto le note, a seconda del software e dell'hardware utilizzato ci si può trovare di fronte a una notazione apparentemente scientifica ma in realtà arbitraria; infatti può capitare che:
- le ottave vengano numerate considerando come "ottava 0" quella che comincia dalla nota 0 (cioè da C-1) - di conseguenza il Do centrale verrà chiamato C5 anziché C4;
- i sequencer impostati sul sistema europeo chiamano C3 il Do centrale e lo usano come riferimento - quindi la nota più bassa dell'estensione del MIDI verrà identificata come C-2 (Do-3).